# فیبی تانکین
فیبی جین الیزابت تانکین (انگلیسی: Phoebe Jane Elizabeth Tonkin؛ زادهٔ ۲۱ ژوئیه ۱۹۸۹) بازیگر استرالیایی است. او بیشتر به خاطر بازی در سریال H2O: فقط آب اضافه کنید در نقش کلئو سرتوری و بازی در سریال‌های خاطرات یک خون‌آشام و اصیل‌ها در نقش هیلی مارشال شناخته شده است.

## اوایل زندگی

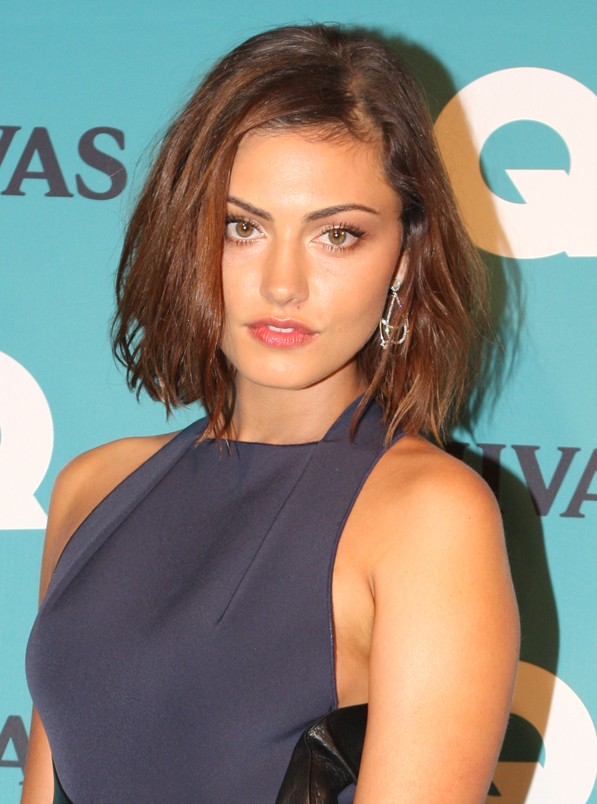
فیبی تانکین در ۲۰۱۲

تانکین در سیدنی بزرگ‌ترین شهر ایالت نیو ساوت ولز زاده شد. وی فرزند نیکولاس تانکین و جینفر کارول سرتوری است. او دارای یک خواهر به نام ابی لارن تانکین (Abby Lauren Tonkin) دارد که از خودش کوچک‌تر است و با تاجر و سرمایه‌گذار آمریکایی اندرو تلام نامزد است.
از ۴ سالگی رقص باله و رقص هیپ هاپ را آغاز کرد. او تا بیست سالگی به کلاس‌های بازیگری از جمله «تئاتر استرالیا برای جوانان» رفته و همچنین در تئاتر مدرسه به ایفای نقش پرداخته است.
اولین نقش‌آفرینی وی در سریال استرالیایی H2O: فقط آب اضافه کنید در نقش کئو سرتوری از سال ۲۰۰۶ تا ۲۰۱۰ او را مشهور کرد.
در ۲۰ اکتبر ۲۰۰۷ وی به‌همراه هم بازیانش در H2O، کلر هولت و کریبا هِین، به دریافت جوایز انتخاب کودکان نیکلودئون بریتانیا نائل آمدند.

## زندگی شخصی
او درحال حاضر در لس‌آنجلس آمریکا زندگی می‌کند و تابعیت امریکایی-استرالیایی دارد. فیبی در سال ۲۰۱۳ با پاول وسلی وارد رابطه شد و در سال ۲۰۱۶ از وی جدا شد. او در سال ۲۰۱۹ با موزیسین الکساندر گرینوالد وارد رابطه شد که تا به حال نیز پابرجا است این موضوع موقعی رسمی شد که الکساندر عکسی به مناسب تولد فیبی و فیبی عکسی در کنار هم پست کرد.

## فیلم‌شناسی
| سال          | عنوان                         | نقش         | توضیحات بیشتر |
| ------------ | ----------------------------- | ----------- | ------------- |
| ۲۰۰۶–۲۰۱۰    | H2O: فقط آب اضافه کنید        | کلئو سرتوری | سریال         |
| ۲۰۱۰         | فردا، زمانی که جنگ آغاز شود   | فیونا مکسوِل |               |
| ۲۰۰۹–۲۰۱۰    | Packed to the Rafters         | لکسی        | سریال         |
| ۲۰۱۰         | خانه و دوری                   | ادرین هیل   | سریال         |
| ۲۰۱۱         | طعمه                          | جِیمی        | فیلم          |
| ۲۰۱۱ تا ۲۰۱۲ | دایره راز                     | فِی چمبرلین  | سریال         |
| ۲۰۱۲         | فردا، زمانی که جنگ آغاز شود ۲ | فیونا مکسوِل |               |
| ۲۰۱۲ تا ۲۰۱۳ | خاطرات خون‌آشام                | هِیلی مارشال | سریال         |
| ۲۰۱۳ تا ۲۰۱۸ | اصیل‌ها                        | هِیلی مارشال | سریال         |
| ۲۰۱۴         | از آن پس                      |             | فیلم          |
| ۲۰۱۶         | خون‌بهای میلیونر               | ایمی تیلتون | فیلم          |
| ۲۰۱۹         | شکوفه                         | جوانی گوئن  | سریال         |
| ۲۰۲۰         | وست‌ورلد                       | پنی         | سریال         |
| ۲۰۲۲         | بابیلون                       | گووِن تیلور  | فیلم          |

از آن پس